# OpenCms
OpenCms  — система управления сайтами (CMS) коммерческого уровня с открытым исходным кодом и свободной лицензией. Написана с использованием Java, JSP и XML, для хранения данных использует СУБД MySQL, Oracle, PostgreSQL или Microsoft SQL Server. Начиная с версии 7.0.3 поддерживаются базы данных DB2 и HSQLDB. 
Система создана немецкой компанией Alkacon, и распространяется бесплатно под лицензией GNU LGPL. Для разработчиков есть мощная система шаблонов, поддержка Enterprise JavaBeans, интеграция с сервером приложений, и т. п.; для администраторов и IT-специалистов есть поддержка кластеризации, система кэширования, система ролей и управления правами пользователей, и т. п.; для редакторов в OpenCms входит WYSIWYG-редактор контента. Таким образом, OpenCms обеспечивает весь спектр возможностей CMS-системы.